# Izzófejes motor

Kétütemű izzófejes motor metszete.
1. Izzófej
2. Henger
3. Dugattyú
4. Karter

Az izzófejes motor a belső égésű motorok egy fajtája, amelynél a tüzelőanyagot a vörösizzásig hevített izzófej gyújtja meg. A legtöbb izzófejes motor egyhengeres, alacsony fordulatszámú kétütemű, karter-öblítésű gép volt.

## Története
A motor elvét Herbert Akroyd Stuart találta fel a 19. század végén. A prototípusok 1886-ban készültek el, a gyártás 1891-ben indult meg a granthami (Lincolnshire, Anglia) Richard Hornsby & Sons gyárban „Hornsby Akroyd Patent Oil Engine” (Hornsby Akroyd szabadalmazott nyersolajmotor) néven.
Később az Amerikai Egyesült Államokba kivándorolt két német, Mietz és Weiss továbbfejlesztette, összeházasítva a Joseph Day által feltalált kétütemű működés elvével. Hasonló motorokat gyártott mezőgazdasági gépekhez és hajók hajtására a svéd Bolinder-Munktell és a Pythagoras motorgyár is. A Bolinder ma tagja a Volvo csoportnak. Magyarországon a Hofherr-Schrantz-Clayton-Shuttleworth Magyar Gépgyári Művek Rt., rövidítve HSCS, az államosítás utáni nevén Vörös Csillag Traktorgyár gyártott saját fejlesztésű, jól bevált mezőgazdasági vontatókat ilyen motorral az 1920-as évektől az 1950-es évekig.

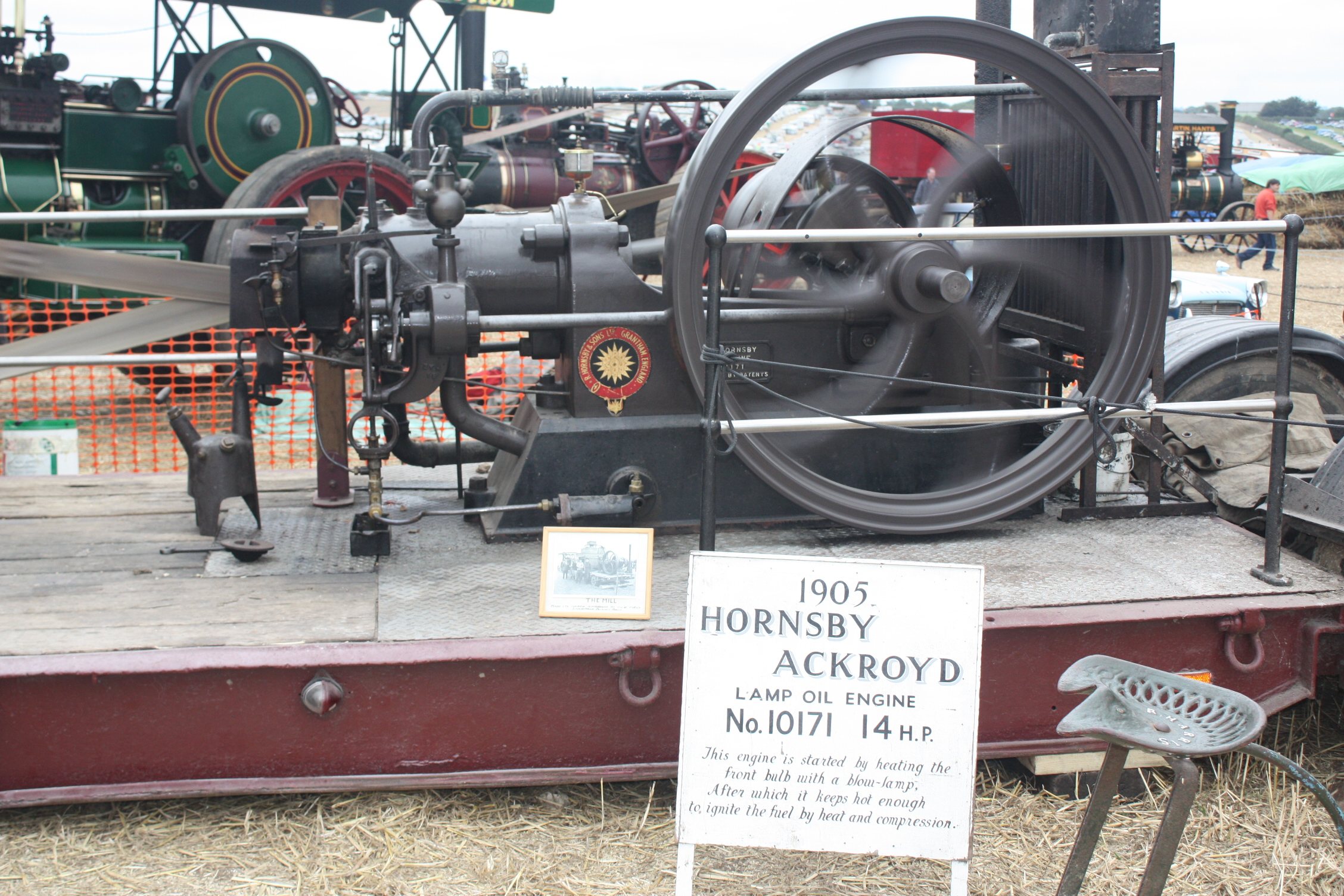
A Hornsby-Akroyd izzófejes motor, az eredeti, négyütemű, vízszintes hengerelrendezéssel készült. Ez a motor lámpáknál használt petróleummal működött

Az Akroyd-Stuart-féle nehézolaj motor eltérő elven működik a szikragyújtású Otto-motortól és a Rudolf Diesel által feltalált dízelmotortól, amely a keveréket erős kompresszióval gyújtja be. Az izzófejes motor kompresszióviszonya körülbelül 3:1, egy tipikus dízelmotornál ez az arány 15:1 és 20:1 között mozog, ezen felül a tüzelőanyagot a szívóütem alatt fecskendezik be, és nem a sűrítés végén, mint a dízelmotornál.

## Működése
Az izzófejes motor megjelenésében is különbözik minden más belső égésű motortól. Akroyd-Stuart eredeti konstrukciója négyütemű (szívás, sűrítés, expanzió-munkaütem, kipufogás) motor volt és a Richard Hornsby & Sons cég tovább folytatta az ilyen motorok fejlesztését és gyártását, de ugyanezt az utat követte több brit gyár is. Az európai, skandináv és amerikai gyártók a szelepek nélküli, karteröblítésű kétütemű motorok gyártása mellett döntöttek. Ilyen rendszer szerint készült a világon a legtöbb izzófejes motor. A négyütemű motoroknál a keverék és az égéstermékek áramlását szelepek vezérelték, a kétüteműeknél a megfelelően kialakított hengerfal nyílásait a dugattyú nyitotta és zárta.

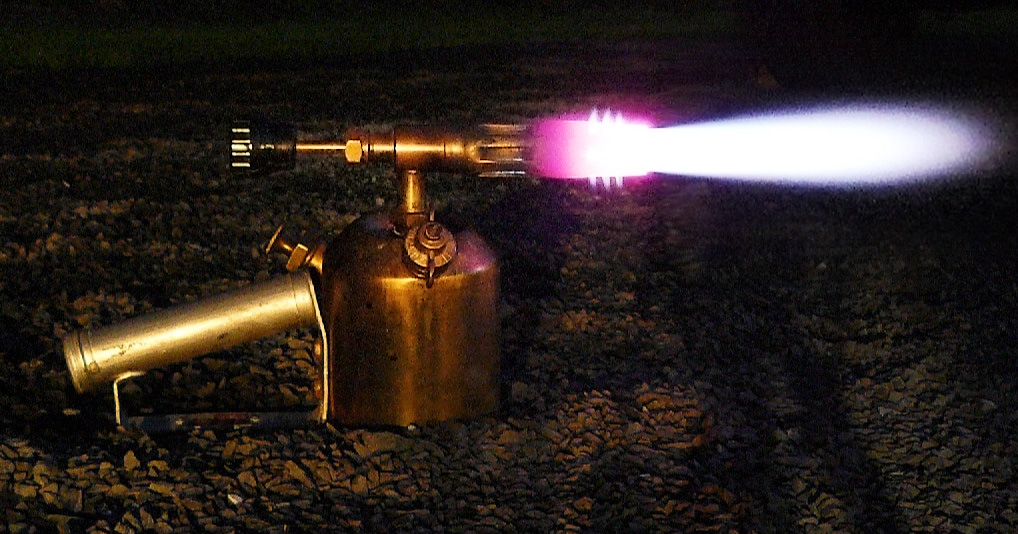
Az izzófej előhevítésére szolgáló benzinlámpa, melyet a motor indításához használtak

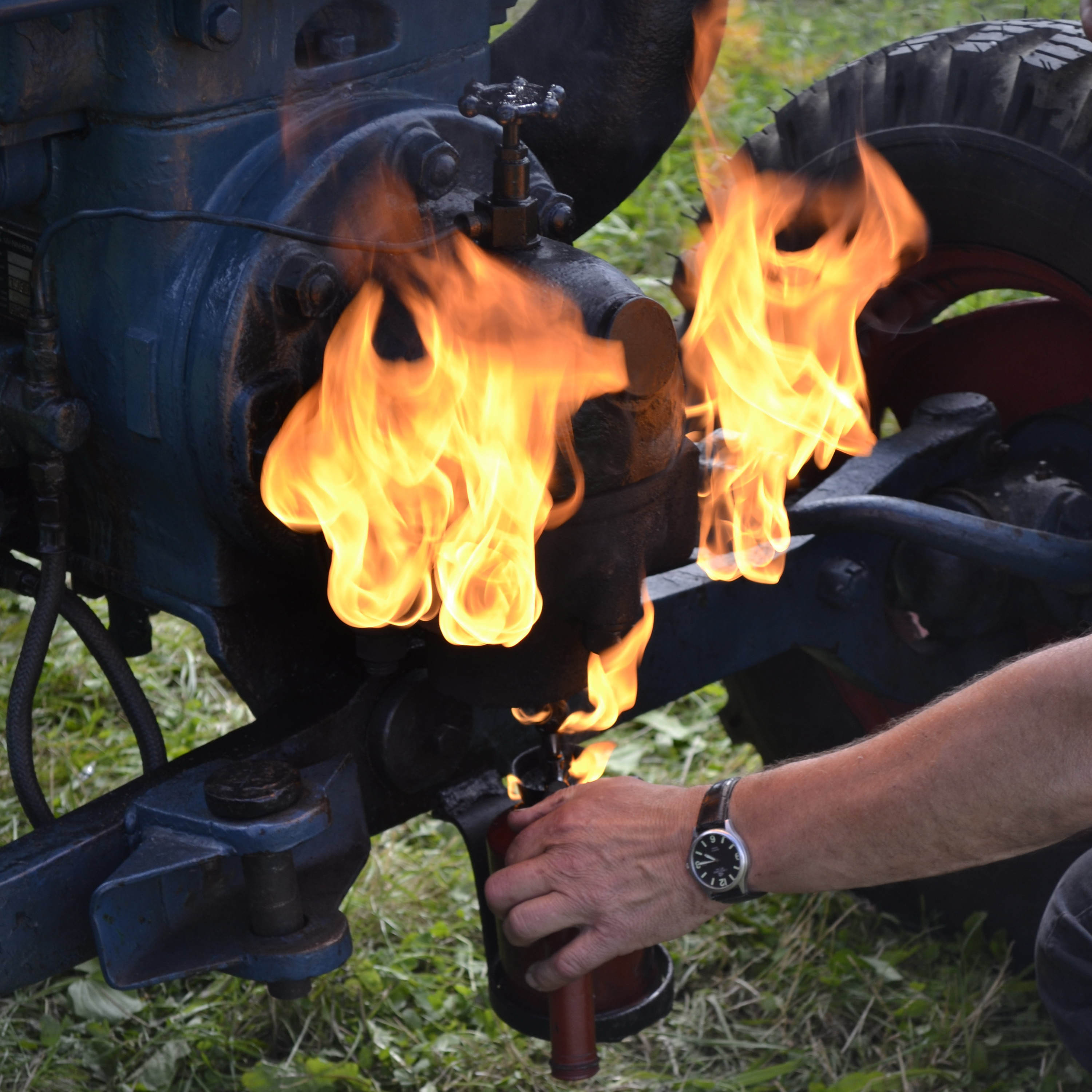
Benzinlámpa melegíti egy Lanz Bulldog traktor izzófejét indítás előtt

Az izzófejes motorban az égés egy külön alkatrészként szolgáló égéskamrában történik, ez az „izzófej”, amelyet szokás szerint a hengerfejre szerelnek és ide fecskendezik be a folyékony üzemanyagot is. Az izzófej a hengerrel csak egy szűk összekötő nyíláson keresztül van kapcsolatban. Az izzófej magas hőmérsékletét üzem közben az égés tartja fenn, indításnál azonban külső hőforrással elő kell melegíteni. Ez kezdetben benzinnel működtetett, a forrasztólámpáéhoz hasonló lámpával, lassan égő kanóccal történt, a későbbi típusoknál néha elektromos fűtést vagy pirotechnikai fűtést használtak. Az indítást sokszor benzinnel kezdték és csak később kapcsoltak át olajra, amikor a motor már elérte az üzemi hőmérsékletet.
Az előmelegítés ideje a motor konstrukciójától valamint a környezet hőmérsékletétől függött, de rendszerint 2-5 percnél nem tartott tovább mérsékelt éghajlatnál, azonban akár fél órát is igényelt nagy motornál, ha az idő különösen hideg volt. Amikor az izzófej már kellően áthevült, a motort kézzel berántották, vagy sűrített levegő, illetve elektromotor segítségével indították.
Ha a motor beindult, a sűrítéskor felmelegedett levegő és a keverék égése tartotta megfelelő hőmérsékleten az izzófejet és az indítólámpát vagy más segédberendezést, melyet az indításhoz használtak, ki lehetett iktatni. Ettől kezdve a motor nem igényelt további külső hőforrást és csupán tüzelőanyagra, levegőre és kenőolajra volt szüksége a folyamatos üzem fenntartásához. Kis teljesítménynél azonban a beáramló levegő mennyiségét fojtószeleppel csökkenteni kellett, nehogy az izzófej túlságosan lehűljön és a motor leálljon. Ha viszont a motor teljesítménye nőtt, az izzófej túlhevülhetett, ilyenkor vízbefecskendezéssel kissé hűteni kellett, nehogy a keverék a kelleténél korábban gyulladjon.
Az a tény, hogy a motort hosszú időre felügyelet nélkül lehetett hagyni üzem közben, népszerűvé tette alkalmazását állandó teljesítményt igénylő feladatokra, mint például traktorokhoz, generátorok, szivattyúk és kisebb hajók hajtására.

## Négyütemű motorok
Ezeknél a gépeknél a szívólöket alatt, amikor a dugattyú lefelé halad, a levegő a szívószelepeken keresztül áramlik be a hengerbe. Ezalatt a befecskendező szivattyú a folyékony tüzelőanyagot lökésszerűen befecskendezi az izzófejbe a porlasztón keresztül. A levegőt az alsó holtponton való áthaladás után a felfelé haladó dugattyú átnyomja a hengert és az izzófejet összekötő szűk nyíláson, ahol az komprimálódik és felhevül. A szétporlasztott tüzelőanyag keveredik az összenyomott levegővel és a forró izzófej meggyújtja a keveréket. Mivel az izzófej egy rendkívül szűk nyíláson keresztül közlekedik csak a hengerrel, a meggyújtott keverék nagy turbulenciával áramlik át a hengerbe, ahol az égés befejeződik. Az eközben megnövekedett nyomás mozgatja a dugattyút a munkaütemben. A dugattyú mozgását a lendkerékkel összekapcsolt forgattyús hajtómű alakítja forgó mozgássá. Amikor a motor nem termel energiát, a lendkerékben tárolt mozgási energia, forgatja tovább a mechanizmust. A folyamat ezután újra ismétlődik.

## Kétütemű motorok
A folyamat a dugattyú alsó holtpontján kezdődik. Amikor a dugattyú felfelé halad, beszívja a levegőt a karterbe a szívócsonkon keresztül. Ezzel egyidejűleg tüzelőanyagot fecskendeznek be az izzófejbe. Amikor a dugattyú a felső holtpontba ér, a levegőt benyomja az izzófejbe, ahol az összekeveredik a finom cseppekre porlasztott tüzelőanyaggal, és a keverék az izzókamra forró falától meggyullad. A megnövekedett nyomás lefelé hajtja a dugattyút a hengerben. Lefelé haladtában a dugattyú először megnyitja a kipufogó nyílást és a nyomás alatt lévő égéstermékek (hangtompítón keresztül) kiáramlanak a szabadba. Miután a kipufogónyílás kinyílt, a lefelé haladó dugattyú megnyitja az átömlő nyílást. A dugattyú összenyomja a karterben lévő levegőt és áthajtja az átömlő nyíláson keresztül a dugattyú feletti térbe. A beáramló friss levegő egy része kiszökik a még nyitva lévő kipufogónyíláson keresztül, ezzel megtisztítja a hengert az égéstermékektől (ezt a folyamatot hívják átöblítésnek). A dugattyú ekkor eléri alsó holtpontját, majd újra felfelé indul, és friss levegőt szív be a karterbe, ezután újra indul a folyamat.
A karterbe kenőolajat kell juttatni a forgattyús tengely és a csapágyak kenéséhez. Mivel a levegő a karteren keresztül jut a hengerbe, valamennyi olajat magával ragad, melynek egy része a dugattyú kenését szolgálja, másik része azonban elég, és égéstermékei kijutnak a szabadba. A kétütemű izzófejes motor ilyen módon fokozatosan elégeti saját kenőolaját. Néhány konstrukciónál (mint például a Lanz traktoroknál) szivattyú szállította vissza a fölös kenőolajat az olajtartályba, ezzel jelentősen csökkentették az olajfogyasztást.
Ha túlságosan sok olaj gyűlt össze a karterben indításkor, fennállt a veszélye annak, hogy a motor magától beindul és kezelhetetlenül felgyorsul olyan fordulatszámra, ami a motor tönkremenetelét okozhatja. Ennek elkerülése érdekében egy biztonsági csapot alkalmaztak, melynek segítségével a fölös olajat le lehetett ereszteni a karterből indítás előtt.

## Előnyei

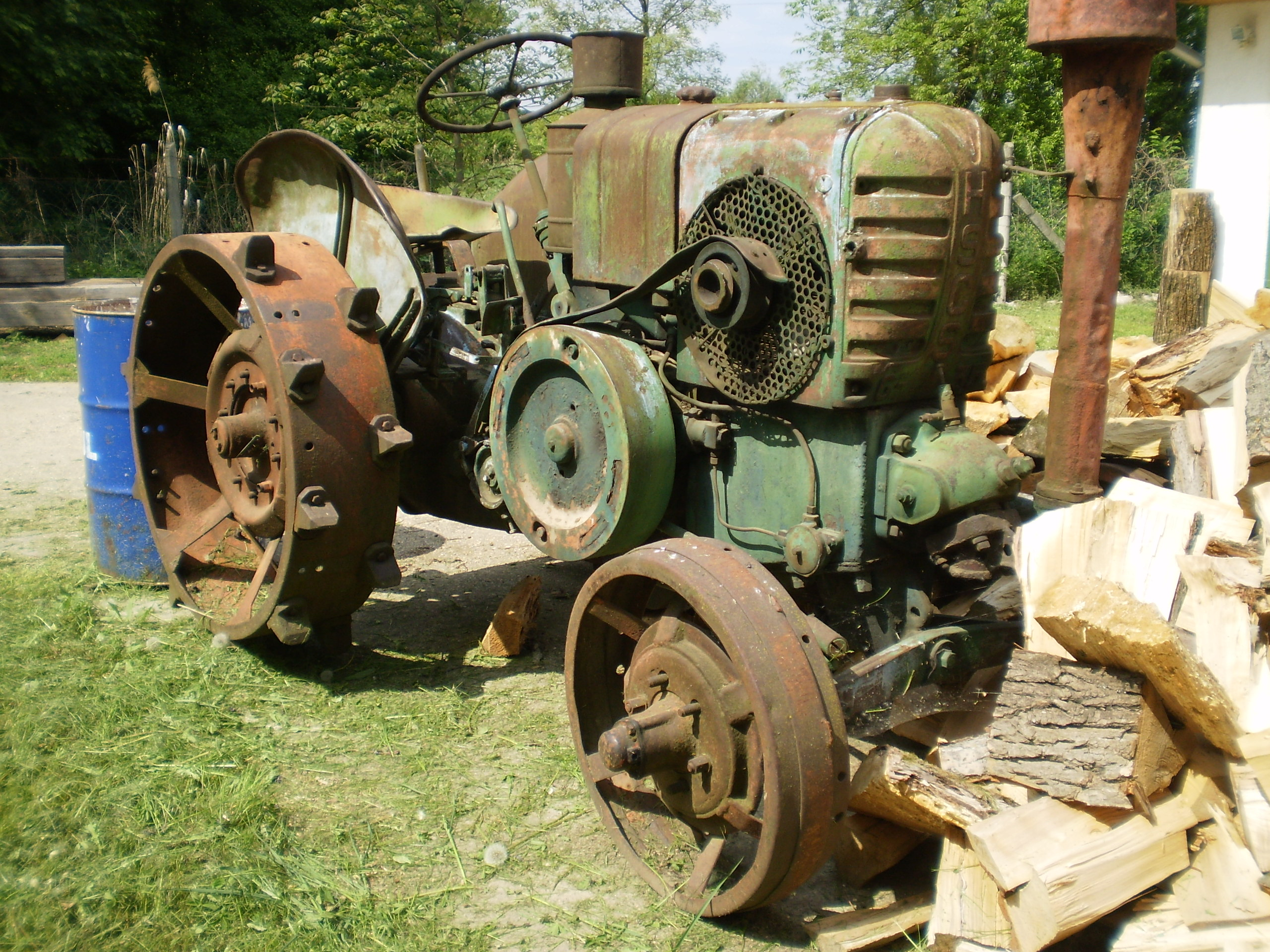
Magyar HSCS izzófejes traktor

Amikor az izzófejes motort feltalálták, legfőbb előnye volt gazdaságossága, egyszerű szerkezete, könnyű kezelhetősége a gőzgéppel szemben, ami akkor az ipar fő erőforrása volt. A gőzgépek átlagosan 6% termikus hatásfokot (a fejlesztett hőnek a hasznosított része) értek el. Az izzófejes motorok könnyen elérték a 12%-os termikus hatásfokot. Az 1910–1950-es évek alatt az izzófejes motorok gyártása a kisnyomású befecskendezés és a kisebb kompresszióviszony miatt olcsóbb volt, mint a dízelmotoroké.
Az izzófejes motorokat egyszerűbb legyártani és üzemeltetni, mint a gőzgépeket. A kazánok kiszolgálásához legalább egy főre szükség volt, aki gondoskodott a tápvíz és tüzelőanyag adagolásáról, figyelte a gőznyomást, hogy megelőzze a túlnyomást és így a kazánrobbanást. Az izzófejes motort ellátták önműködő kenőolaj rendszerrel és fordulatszám-szabályozóval, ezért magára lehetett hagyni órákra, anélkül, hogy közben akárki is ellenőrizte volna.
A másik vonzóerő a biztonságuk volt. A gőzgépet a kazánban égő tűz és a forró gőzvezetékek miatt tűzveszélyes helyeken, mint például robbanóanyag gyárakban vagy olajfinomítókban nem lehetett alkalmazni. Az izzófejes motorok égéstermékei tisztábbak voltak. A gőzgépek nagy veszélye az volt, hogy ha megnőtt a gőznyomás és nem működött a biztonsági szelep, a kazán felrobbanhatott. Gyakoribb meghibásodás volt, ha a vízszint a kazánban túlságosan lecsökkent, a kazán kiéghetett. Az izzófejes motorból, ha kifogyott a nyersolaj, egyszerűen leállt. A hűtővizet általában zárt körben keringették, így, hacsak a hűtőrendszer nem lyukadt ki, a víz nem folyhatott el. Ha mégis kevés volt a hűtővíz, a motor túlhevülhetett és tönkremehetett, de nem robbant fel.
A gőzgéppel, a benzinmotorral és a dízelmotorral összevetve az izzófejes motorok egyszerűbbek voltak és így kevesebb potenciális hibalehetőséget kínáltak. Nincs elektromos rendszerük mint a benzinmotoroknak és nincs külső kazánjuk és gőzvezetékük, mint a gőzgépeknek.
Az izzófejes motorok egyik nagy előnye a „mindenevő motor:” a folyékony üzemanyagok széles választéka alkalmas működtetésükre, attól függően, hogy milyen üzemanyag áll rendelkezésre. Még a rosszul égő üzemanyagokkal is működtethető. A leggyakrabban használt tüzelőanyag a mai gázolajhoz hasonló olajszármazék volt, de földgázzal, petróleummal, kőolajjal (nyersolaj), étolajjal vagy fenollal (karbolsav) is működött. Emiatt az izzófejes motor üzeme rendkívül olcsó volt, mivel a piacon kapható legolcsóbb üzemanyag is alkalmas volt hozzá. Jelenleg ez a mindenevő tulajdonsága érdeklődést kelthet alkalmazása iránt a fejlődő országokban, ahol a helyileg előállított bioüzemanyaggal is üzemeltethető.
Az izzófejes motorokat sikeresen lehet használni igen mostoha körülmények, például rendkívül hideg környezetben is, hiszen nem kell mást tenni, mint az izzófej előmelegítését megfelelő hosszú időn keresztül végezni. Ez a tulajdonsága tette népszerűvé hideg éghajlatú országokban: Skandináviában és Kanadában, ahol a gőzgépek nem voltak alkalmazhatók és az első benzinmotorokat és dízelmotorokat akkoriban igen nehéz volt beindítani.

## Felhasználása

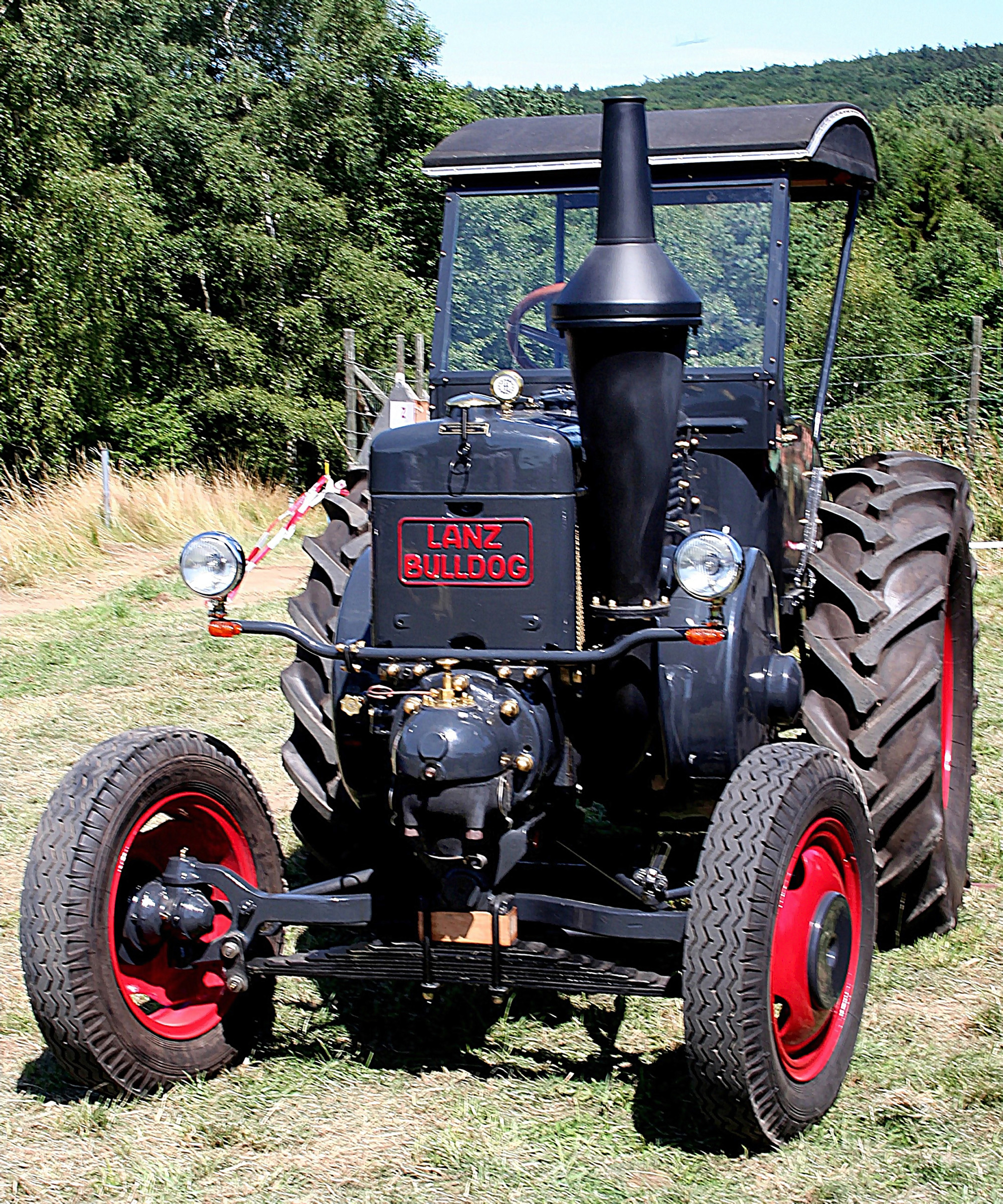
Lanz Bulldog, izzófejes traktor (1939)

Az izzófejes motor megbízhatósága, az a képessége, hogy sokféle üzemanyaggal lehetett járatni és hogy órákra, sőt napokra magára lehetett hagyni üzem közben, különösen népszerűvé tette használatát a mezőgazdaságban, erdészetben és hajókon, ahol szivattyúkat, darálókat, malmokat, fűrészeket és cséplőgépeket hajtottak segítségével. Izzófejes motorokat építettek be úthengerekbe és traktorokba is.
A svéd J.V. Svensons Motorfabrik gyár 1912 és 1925 között Typ 1 típusjelzésű motoros ekét gyártott izzófejes motorral. Az ugyancsak svéd Munktells Mekaniska Verkstads AB mezőgazdasági vontatóit 1913-tól hajtotta ilyen motor. Mannheimben a Heinrich Lanz Mannheim AG 1921-ben kezdte gyártani híres Lanz Bulldog traktorját. Ismert izzófejes traktorokat gyártott a Bubba SA, Landini és Orsi Olaszországban, a HSCS Magyarországon, a Société Française Verzon, (SFV) Franciaországban, az Ursus Lengyelországban és a Field Marshall Angliában.

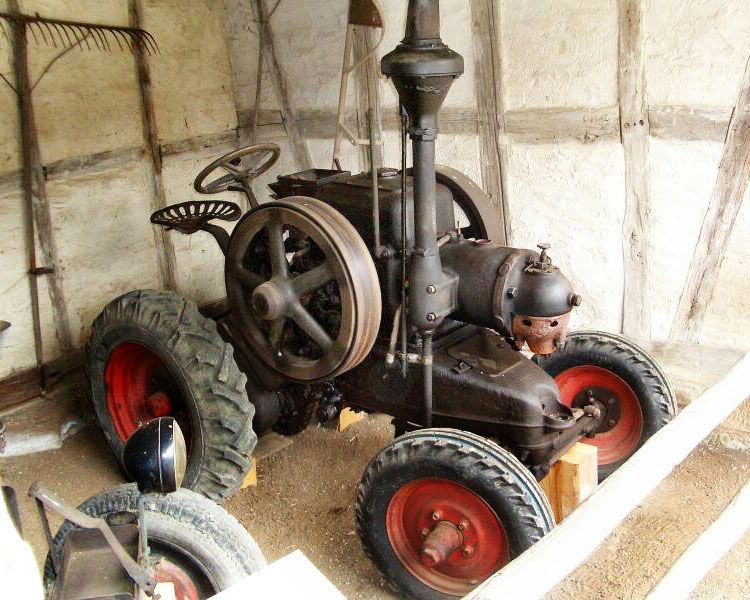
Egy 1928-ban gyártott Lanz Bulldog traktor

A 20. század elején néhány száz európai gyár készített izzófejes motorokat hajók számára. Egyedül Svédországban több, mint 70 gyártó volt, melyek közül a Bolinder-Munktell cég volt a legismertebb (az 1920-as években a világkereskedelem 80%-át ők adták). A norvég Damsgård Motorfabrikk, (SABB) igen keresett izzófejes motor volt kis halászhajók számára, melyek közül sok még ma is üzemel. Amerikában Standard, Weber, Reid, Stickney, Oil City, és Fairbanks Morse gyártott izzófejes motort.

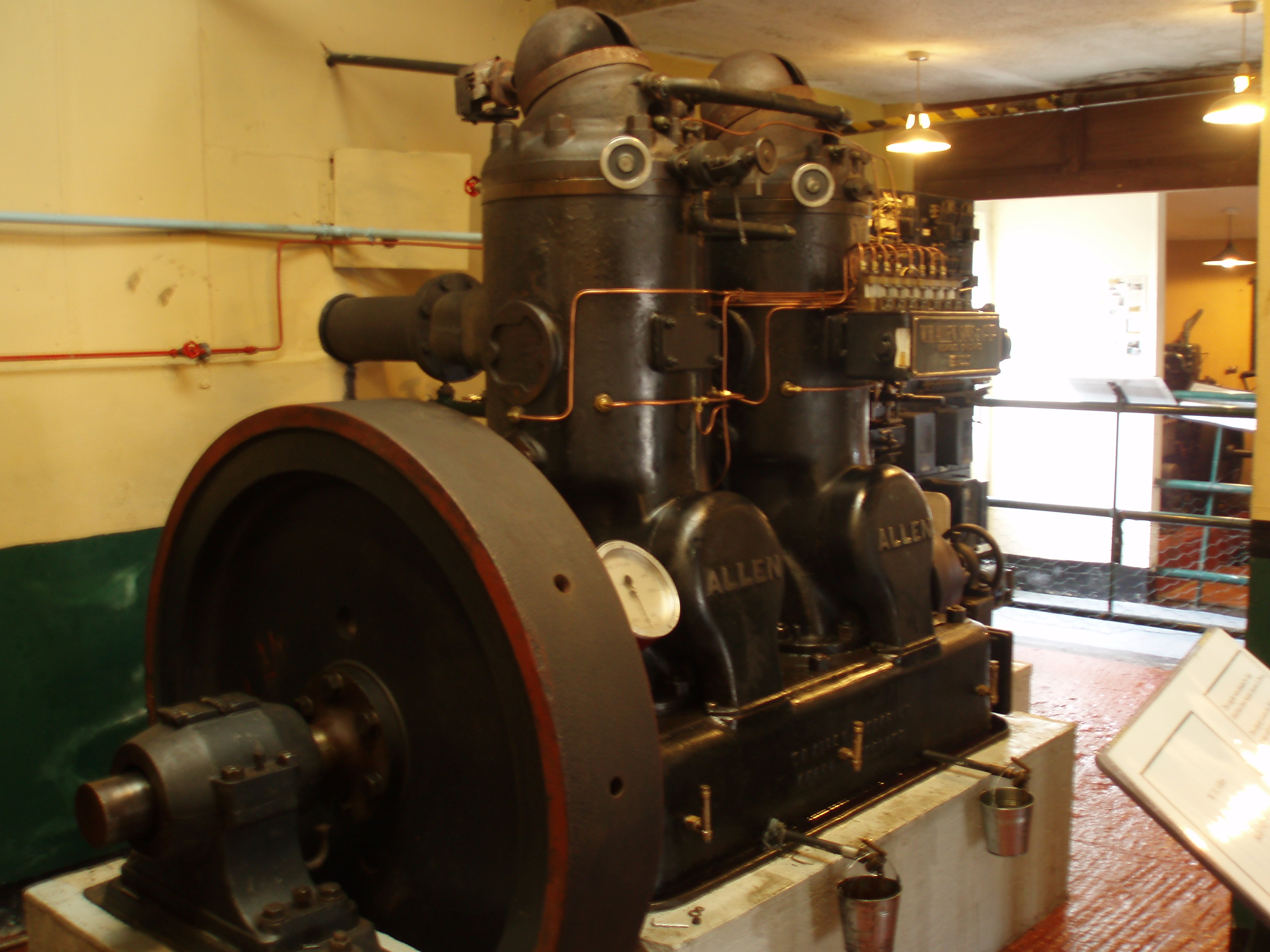
Függőleges építésű ikerhengeres izzófejes motor. Teljesítménye 70 LE, legnagyobb fordulatszáma 325 1/min

A motor legnagyobb hátránya az volt, hogy csak igen korlátozott fordulatszám-tartományban volt képes működni, tipikusan 50-300 1/min között. Ez igen nehézzé tette beépítését a traktorokon kívül más járműbe. Traktoroknál a sebesség nem volt meghatározó szempont. Stabil gépeknél viszont a fordulatszámot üzem közben nem nagyon kellett változtatni, így ilyen helyeken igen népszerű volt.
Másik hátránya a hosszadalmas és körülményes indítása volt. Emiatt csak olyan helyen használták, ahol folyamatos üzem igénye állt fenn és az indítási idő a teljes üzemidőhöz képest elhanyagolható volt. Az ármentesítő szivattyúk és hajók hajtása pontosan ilyen feladat volt.
Az izzófejes motort akkor találták fel, amikor a dinamó és a villamos világítás is elterjedt, és a villamos hálózatok energiaigényét sok helyen izzófejes motorok által hajtott áramfejlesztőkkel elégítették ki, ez volt az ilyen motorok felhasználásának másik fontos területe. A motor nagyobb fordulatszámon üzemelt, mint a hagyományos gőzgépek (bár gyors gőzgépeket az 1890-es években már kifejlesztettek), és a mérsékelt tüzelőanyag-fogyasztása, valamint az a tény, hogy egyetlen ember ki tudta szolgálni, ideális kis teljesítményű erőgéppé tette.
Európában izzófejes motorral hajtott generátorokat telepítettek nagy házakba (különösen mezőgazdasági területeken), gyárakba, színházakba, világítótornyokba, rádióállomásokba, és sok más helyre, ahol az elektromos hálózat nem volt elérhető. Rendszerint a dinamót vagy generátort a motor lendkerekéről hajtották lapos szíjjal gyorsító áttétellel. Az angol Armstrong Whitworth és Boulton Paul ilyen célra komplett egységeket (motort és generátort) szállított az 1900-as évektől az 1920-as évekig, amikor az elektromos hálózatok kiépülése világszerte és a dízelmotorok versenye az izzófejes motorok iránti keresletet visszaszorította.

## Fordítás
- Ez a szócikk részben vagy egészben  a   Hot bulb engine című angol Wikipédia-szócikk ezen változatának fordításán alapul.  Az eredeti cikk szerkesztőit annak laptörténete sorolja fel. Ez a jelzés csupán a megfogalmazás eredetét és a szerzői jogokat jelzi, nem szolgál a cikkben szereplő információk forrásmegjelöléseként.

## További Információk
- Gőzgépek vetélytársa - Lanz Bulldog
- Izzófejes traktorok gyűjteménye
- Ausztrál izzófejes traktor
- 4 LE-s nyersolajmotor
- Bolinder izzófejes hajómotorok története
- A Bolinder motorok